# Polyctenidae
Die Polyctenidae sind eine Familie der Wanzen (Heteroptera) innerhalb der Teilordnung Cimicomorpha. Von ihnen sind 32 Arten in fünf Gattungen und zwei Unterfamilien bekannt. Ihr Hauptverbreitungsgebiet sind die Tropen der Alten Welt. Sie sind die einzigen Wanzen, die sowohl in ihrer Lebensweise als auch ihrer Morphologie an eine permanente parasitäre Lebensweise an Fledermäusen angepasst sind. Sie sind nur sehr selten anzutreffen.

## Merkmale
Die Wanzen erreichen Körperlängen von 3,0 bis zu 5,0 Millimetern, haben einen stark abgeflachten Körper und Ähnlichkeit mit Fledermausfliegen, Streblidae bzw. Lausfliegen. Sie besitzen mehrere einfache Setae und Ctenidien (Borstenkämme). Diese liegen am ersten und zweiten Fühlerglied, auf den Genae, dem Hinterrand des Kopfes und des Pronotums, den Loben des Mesonotum, dem Prosternum und dem ersten Hinterleibssegment. Die Wanzen besitzen weder Facettenaugen, noch Punktaugen (Ocelli). Ihr Labrum und ihre Stirnplatte (Clypeus) bilden eine große, bögenförmige Ausbuchtung. Die Fühler sind viergliedrig, wobei das erste und bei manchen Arten auch das zweite deutlich vergrößert sind. Das viergliedrige Labium ist etwa in der Mitte der Unterseite des Kopfes eingelenkt. Sein erstes Glied ist manchmal sehr kurz. Der untere Teil des Gesichts (Hypostoma) trägt modifizierte Setae.
Der Pro- und Mesothorax sind von oben gesehen lappenförmig. Das Sternum des Prothorax ist gerillt. Den Wanzen fehlen Flügel. Ihre Beine sind kurz bis mäßig lang und deren Schienen (Tibien) sind ungleichmäßig sklerotisiert und beringt. Die Schienen der Vorderbeine sind bei den Männchen mit einer Bürste aus feinen Dornen versehen. An den Beinen sind keine Fossulae spongiosae (spezialisierte haarige Strukturen, die dem Festhalten dienen) ausgebildet. Bei adulten Wanzen haben die Beine vorne drei, in der Mitte und hinten vier Glieder; bei den Nymphen sind es vorne zwei und in der Mitte und hinten drei. Die Klauen der Vorderbeine sind häufig ungleichmäßig geformt und auffallend modifiziert. Wie gut die Duftdrüsen am Metathorax ausgebildet sind, ist unbekannt. Das Pleuron des Metathorax ist fast vollständig zu einem Evaporatorium umgebildet. Laterotergite sind nur ventral ausgebildet.
Am ersten Hinterleibssegment fehlen Stigmen, am zweiten bis achten Hinterleibssegment liegen sie auf den bauchseitigen Laterotergiten. Zumindest bei manchen Arten ist das Sternum des ersten Hinterleibssegments schwach entwickelt. Bei den Nymphen befinden sich die Duftdrüsen am Hinterleib bei manchen, aber nicht allen Arten am Hinterrand des vierten, fünften und sechsten Tergums. Die Genitalien sind bei den Männchen stark asymmetrisch. Der linke Paramer ist zu einem Begattungsorgan umfunktioniert, der rechte fehlt. Die Vesica ist membranös und in die Paramere eingebaut. Den Weibchen fehlt der Ovipositor. Das achte Sternum ist als große Platte ausgebildet.
Charakteristisch für die Familie sind das Fehlen der Facettenaugen, die Borstenkämme, die Tarsenformel bei den Nymphen und adulten Wanzen sowie die beringten Schienen.

## Lebensweise
Die Tiere leben dauerhaft als Ektoparasiten auf Fledermäusen. Sie sind an Schlitznasen (Nycteridae), Großblattnasen (Megadermatidae), Hufeisennasen (Rhinolophidae), Rundblattnasen (Hipposideridae) und Bulldoggfledermäusen (Molossidae) nachgewiesen. Sie sind jeweils auf bestimmte Wirtsarten spezialisiert. Die Arten der Gattung Androctenes findet man offenbar nur an Hufeisennasen, die der Gattungen Hesperoctenes und Hypoctenes an Bulldoggfledermäusen. Man findet sie nur auf wenigen Wirtstieren, weswegen man davon ausgeht, dass sie selten sind. Eoctenes spasmae wurde bei einer Untersuchung in Malaysia allerdings auf 85 % aller untersuchten Fledermäuse der Art Megaderma spasmae mit einer durchschnittlichen Häufigkeit von 13,7 Wanzen pro Wirt nachgewiesen. Die Paarung erfolgt, wie auch bei manchen anderen Gruppen der Cimicoidea, durch traumatische Insemination, bei der das Männchen das Weibchen direkt durch die rechte Metacoxalmembran penetriert. Das Sperma wandert dann im Körper der Weibchen nach hinten. Die Paarung erfolgt, noch bevor das Weibchen geschlechtsreif ist. Die Eier besitzen weder Schale noch Chorion und Dotter und entwickeln sich, während sie den Oviduct hinunter wandern. Die Nymphen entwickeln sich bereits im ungeborenen Zustand und liegen mit Kopf nach vorne gerichtet in der Vagina. Jedes Weibchen trägt bis zu zehn Embryos unterschiedlicher Reifegrade in sich. Nach der Geburt durchleben sie drei Nymphenstadien.

## Taxonomie und Systematik
Die ersten beschriebenen Taxa der Gruppe wurden nicht als Wanzen erkannt und von Giglioli 1864 den Fledermausfliegen (Nycteribiidae) zugerechnet. Westwood stellte sie 1874 zu den Echten Tierläusen (Anoplura). Erst 1904 erkannte Speiser, dass es sich richtigerweise um Wanzen handelt.
Folgende Unterfamilien und Gattungen werden der Familie zugerechnet:
- - Unterfamilie Hesperocteninae
  - Gattung Androctenes (Horn von Afrika, Neuguinea, Kap-York-Halbinsel, Australien)
  - Gattung Hesperoctenes (Tropen und Subtropen der Neuen Welt)
  - Gattung Hypoctenes (Kongobecken, Neuguines)
  - Unterfamilie Polycteninae
  - Gattung Polyctenes (Indien, China)
  - Gattung Eoctenes (tropisches Afrika bis Salomonen)

## Belege